# 千筋みずな

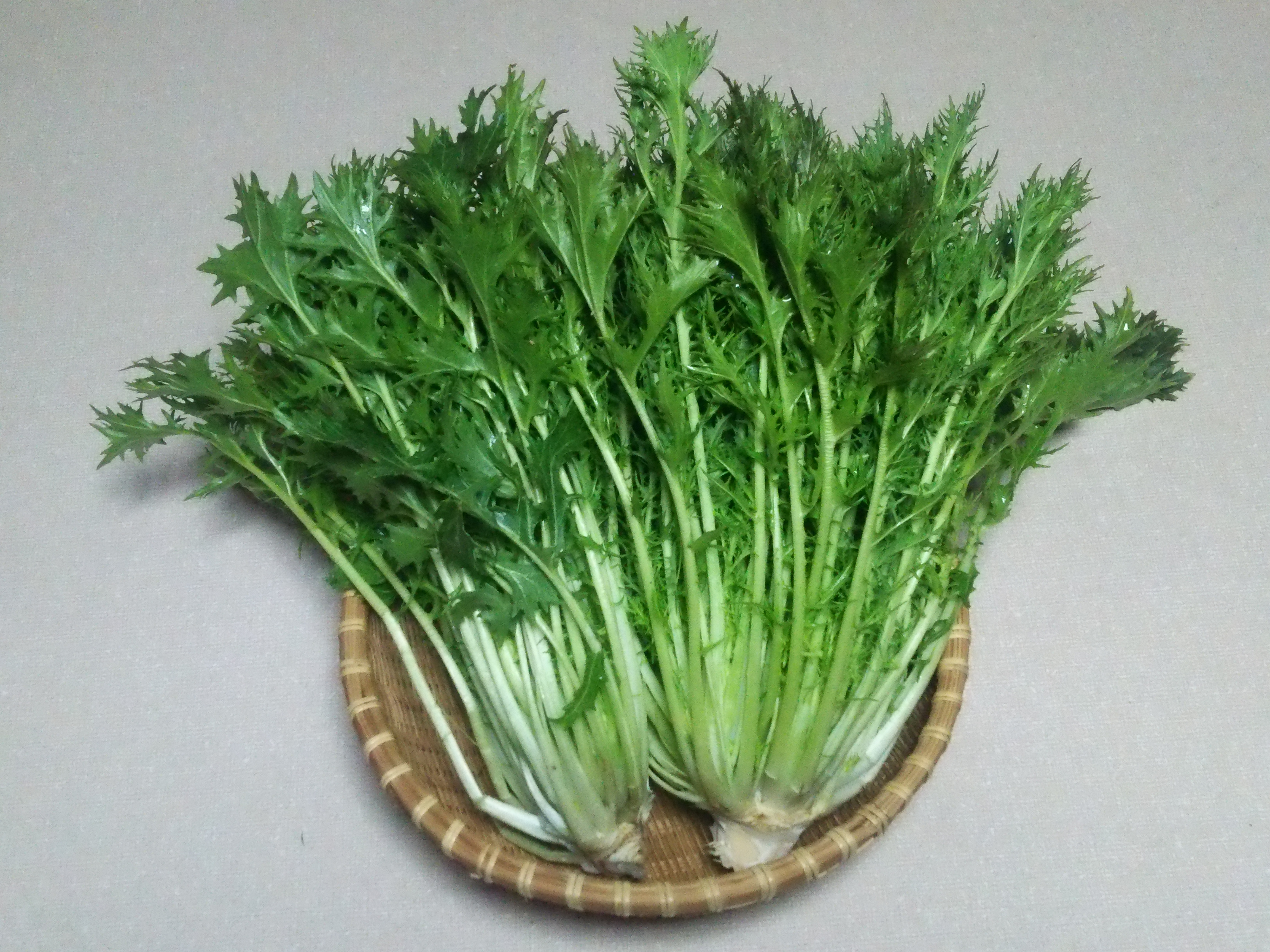
大和の伝統野菜「千筋みずな」

千筋みずな（せんすじみずな、学名：Brassica rapa var. laciniifolia）は、アブラナ科の越年草で、奈良県在来のミズナの品種である。
県内で古くから栽培され、親しまれてきた伝統野菜の一つとして、奈良県 により「大和野菜」に認定されている。

## 歴史
戦前から奈良盆地では、葉が細く葉先の切れ込みが深い系統のミズナが、水田の裏作として栽培されてきた。

とりわけ、適度な寒暖差と粘土質の土がミズナの栽培に適する奈良市大安寺地区の｢八条水菜（はっちょうみずな）｣は、細くて白い茎と柔らかい食感で、県内や京阪神の市場で高く評価されていた。

2005年（平成17年）10月5日、「大和の伝統野菜」として「大和野菜」に認定される際に、生産の拡大を目指して「千筋みずな」と命名された。

## 特徴
- 耐寒・低温伸長性に優れ、分けつ性が強く、早・中・晩の系統があり、早生ほど葉色が淡い。
- その名の通り、細くて白い葉柄と、緑色のぎざぎざした葉が、株元から無数に密集して伸びる。
- 8月下旬から9月にかけて種をまき、10月の中旬に苗を移植する。
- 畝の中央には、雑草除けと保温・保湿のために藁を敷く。寒い時期に栽培するため害虫もつきにくく、比較的栽培しやすい。
- 旬は寒い時期で、11月上旬に出荷が始まり、最も寒い時期にピークを迎える。
- 寒さが増す降霜以降に甘みが増す。
- 大株の品種は、収穫時の葉部分が直径40cm以上、長さ約30cm、重さ約1kgにまで達する。小分けにして出荷されることが多く、もとの大きさのまま小売店に並ぶことは少ない。
- 小株のものは、ハウス栽培が多く、周年栽培が行われている。
- 各農家では、毎年自家採種により優れた品質を保っている。

## 産地
奈良県奈良市、天理市、桜井市、宇陀郡曽爾村、御杖村などで生産される。

## 利用法
冬から春先にかけてが最もおいしい季節である。火を通し過ぎないよう、シャキシャキとした歯ざわりを楽しむ。みずみずしい香りと底甘さ、ほろ苦さが魅力で、他のミズナにはない深い味わいがある。

鍋物にしたり、油揚げと一緒に煮たりすると風味豊かである。鯨のはりはり鍋には欠かせない野菜として親しまれてきた。油かすや鴨を鯨の代用にすることもある。

さっと湯通ししてごま醤油や辛子味噌と和え物にしたり、お浸し、煮物、炒め物、漬物などにも工夫次第で幅広く使える。近年は、生のままサラダで食べることも多い。

## その他
- 2015年（平成27年）1月に創設された大相撲の優勝力士に贈られる奈良県知事賞の副賞として、千筋みずなをはじめ奈良県産食材を使った「ちゃんこ大和づくし」300人前が贈られることになった[1]。